# Avenue Ledru-Rollin
L'avenue Ledru-Rollin est une voie située dans les quartiers Sainte-Marguerite et de la Roquette du 11e arrondissement de Paris et celui des Quinze-Vingts du 12e arrondissement.

## Situation et accès
L'avenue Ledru-Rollin est une voie d'environ un kilomètre et demi qui relie le pont d'Austerlitz à la mairie du 11e arrondissement, place Léon-Blum. Son tracé, initialement orienté nord-est, s'incurve progressivement vers le nord et tout le long de son parcours, l'avenue est bordée de chaque côté par une allée d'arbres. Cette voie coupe les trois grands axes ouest-est du 12e arrondissement, à savoir l'avenue Daumesnil, la rue de Charenton et la rue du Faubourg-Saint-Antoine qui marque la limite entre le 12e et le 11e arrondissement. Son bâti récent comprend essentiellement des bâtiments des XIXe et XXe siècles avec quelques très beaux immeubles.

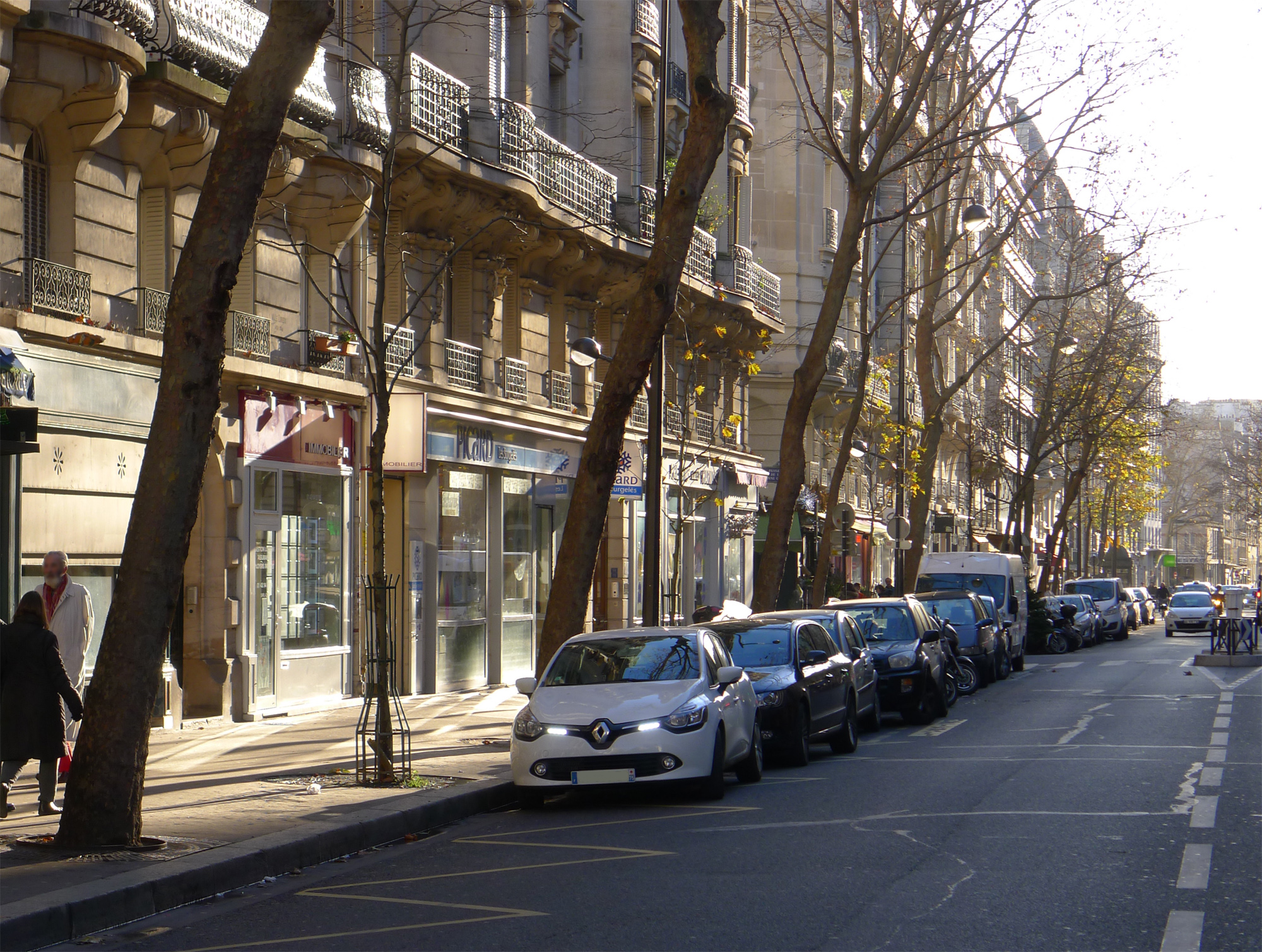
Dans le 11e arrondissement à proximité du Bistrot du peintre.
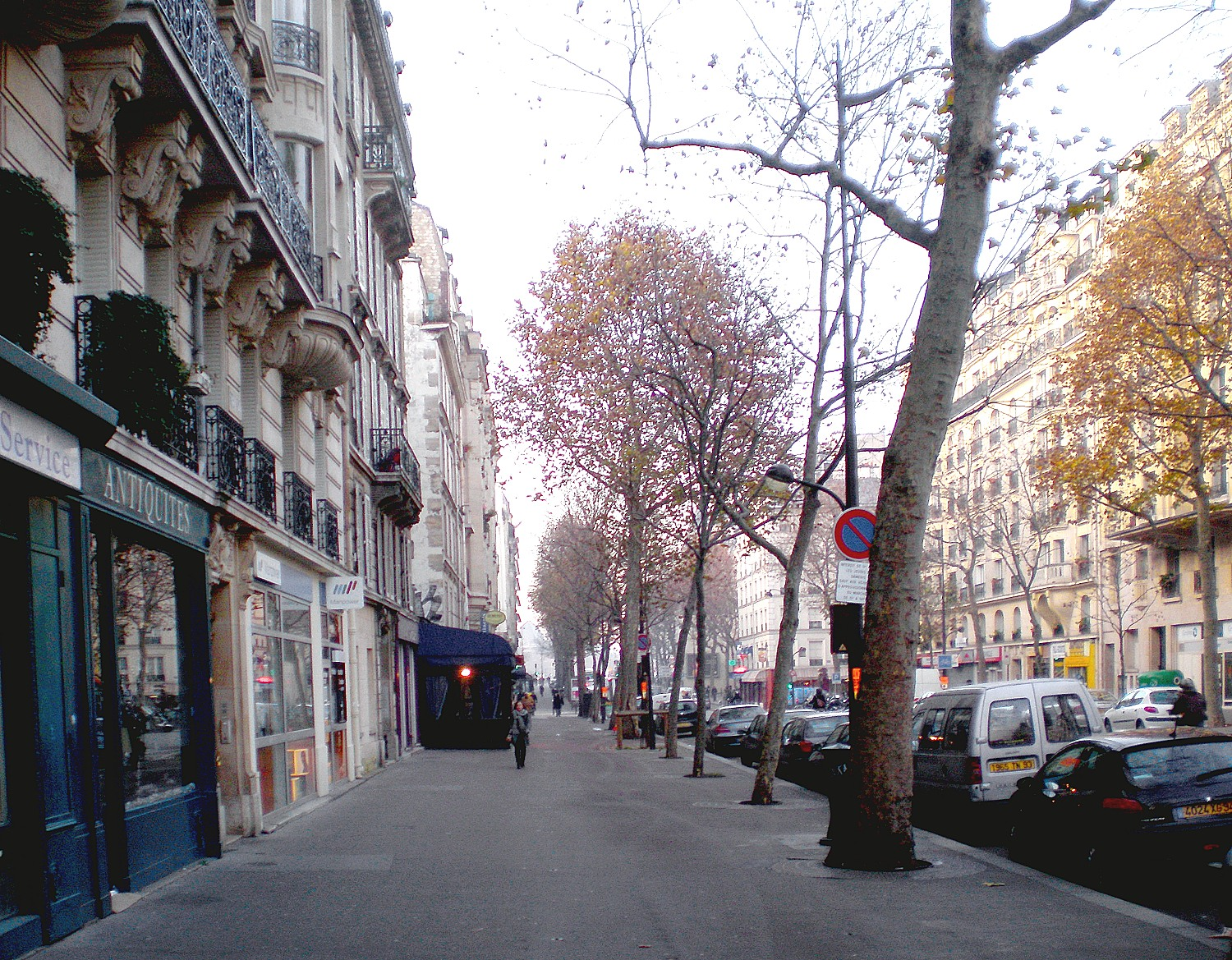
Dans le 12e arrondissement, à proximité du pont d'Austerlitz.

L'avenue Ledru-Rollin est accessible par la ligne 5 du métro à la station Quai de la Rapée, la ligne 8 à la station Ledru-Rollin, et la ligne 9 à la station Voltaire et est à proximité de la station Gare de Lyon des lignes 1 et 14.

## Origine du nom
Elle porte son nom en hommage à l'avocat et politicien français Alexandre Auguste Ledru dit Ledru-Rollin (1807-1874).

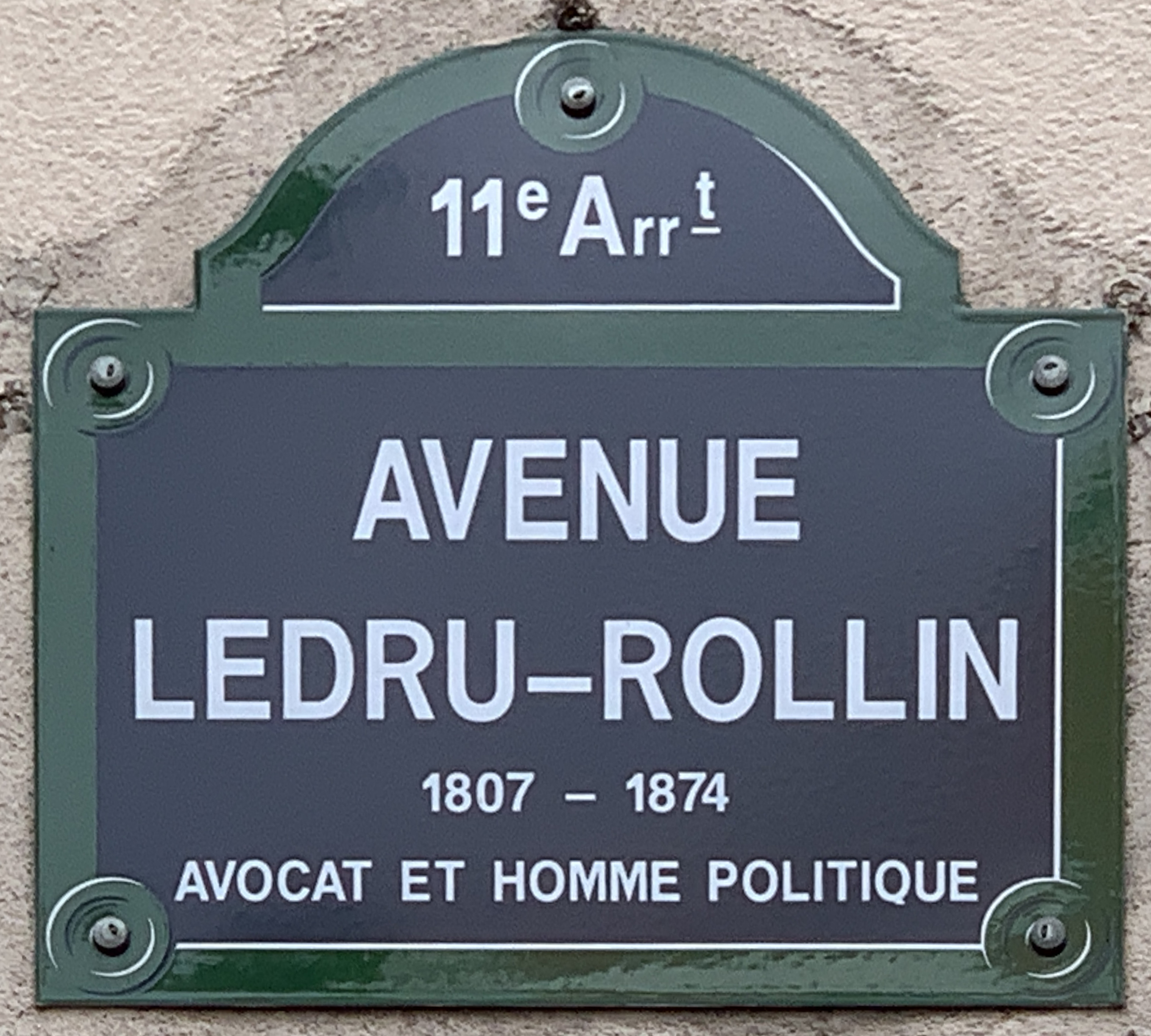
Plaque de rue de l’avenue Ledru-Rollin.
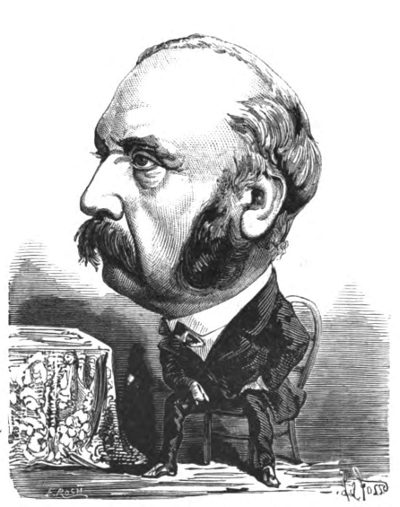
Ledru-Rollin caricaturé par Touchatout.

## Historique
L'avenue a été ouverte par tronçons successifs.
- Initialement, en 1806, elle devait être ouverte entre la place Mazas et la rue du Faubourg-Saint-Antoine :

« Napoléon, etc. Nous avons décrété et décrétons ce qui suit : 
Il sera ultérieurement ouvert une rue de 15 mètres de largeur, en prolongement de l'axe du pont d'Austerlitz, jusqu'à la grande rue du Faubourg-Saint-Antoine; cette rue sera appelée rue du Colonel-Lacuée, en mémoire du colonel du 59e regiment de ligne, tué au combat de Günzburg. Au palais des Tuileries, le 14 février 1806. Signé Napoléon. »
Toutefois, ce décret ne fut exécuté qu'en partie et la rue ne fut ouverte qu'entre le quai de la Rapée et la rue de Bercy en absorbant la promenade Mazas et l'impasse Saint-Claude-Saint-Antoine qui est indiquée sur le plan de Verniquet sous le nom de « rue Lacuée ».
- En 1859, elle est prolongée jusqu'à l'avenue Daumesnil, en absorbant la partie de la rue Moreau, située entre les rues  de Bercy et de Lyon.

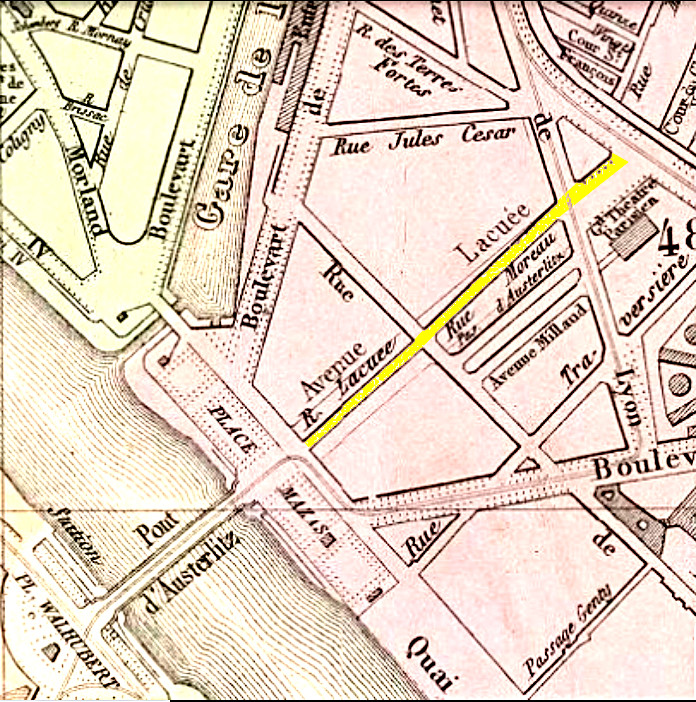
L'avenue Ledru-Rollin arrêtée à l'avenue Daumesnil (en jaune et mentionnée sous le nom d'avenue Lacuée) sur le plan de Eugène Andriveau-Goujon de 1878.

- Par arrêté du 19 août 1864, la voie, qui est ouverte entre la place Mazas et l'avenue de Vincennes, est indiquée sous le nom de « boulevard d'Austerlitz » sur les plans Garnier de 1864 et Hachette de 1870, puis sous « avenue Lacuée » sur le plan Andriveau-Goujon de 1878. Un projet, non réalisé, prévoyait de la prolonger jusqu’à la barrière de Ménilmontant, située à l’intersection des boulevards de Belleville et Ménilmontant[2],[3].
- Par arrêté du 1er février 1877, la partie entre l'avenue Daumesnil et la rue de la Roquette qui s'appelait « rue de Genève », à cause du voisinage du chemin de fer de Lyon, est absorbée.
- Par arrêté du 16 août 1879, ces différents tronçons ont été réunis sous le nom d'« avenue Ledru-Rollin ».
- Par décret du 16 avril 1883, ouverture d'un tronçon d'une longueur de 70 mètres environ à partir de l'avenue Daumesnil.
- Par décret du 12 août 1887, la partie comprise entre l'avenue Daumesnil et la rue du Faubourg Saint-Antoine est achevée. Ce prolongement a supprimé un tronçon du passage du Chêne-Vert dont la partie restante est aujourd'hui la cour du Chêne-Vert.
- Par décret du 11 décembre 1895, ouverture de la partie entre les rues du Faubourg Saint-Antoine et de Charonne
- Par décret du 30 janvier 1912, ouverture entre la rue de Charonne et le passage Charles-Dallery entraînant la suppression de l'impasse Mortagne.
- Par décret du 27 mai 1924, une nouvelle partie est ouverte, en 1931, entre la rue Basfroi et la rue Godefroy-Cavaignac.

Une partie de l'avenue est inondée lors de la crue historique de la Seine de janvier 1910.

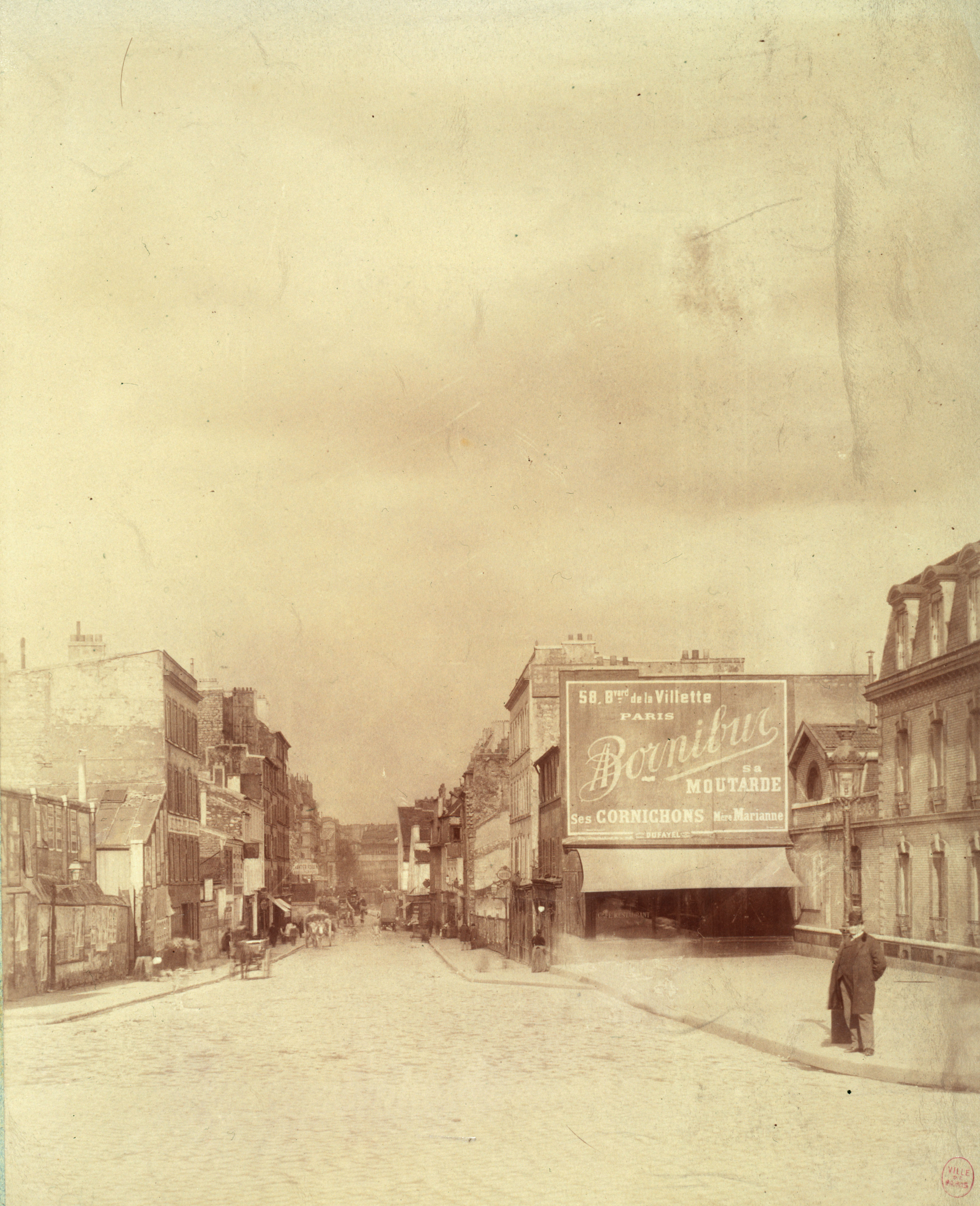
Perspective de l’avenue Ledru-Rollin, vue prise du pont d'Austerlitz (vers 1875-1880).
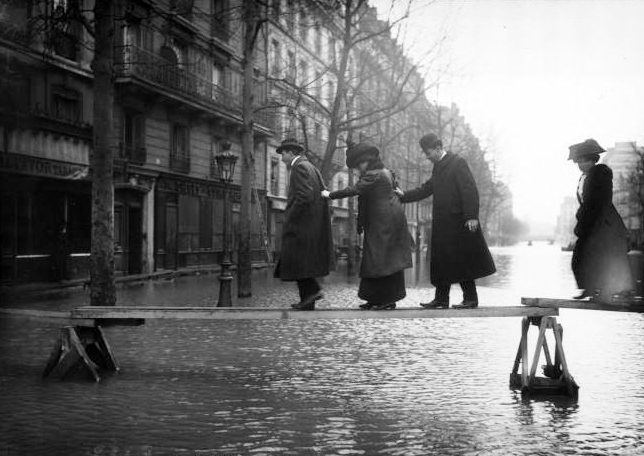
Inondation de 1910 : piétons sur des passerelles.
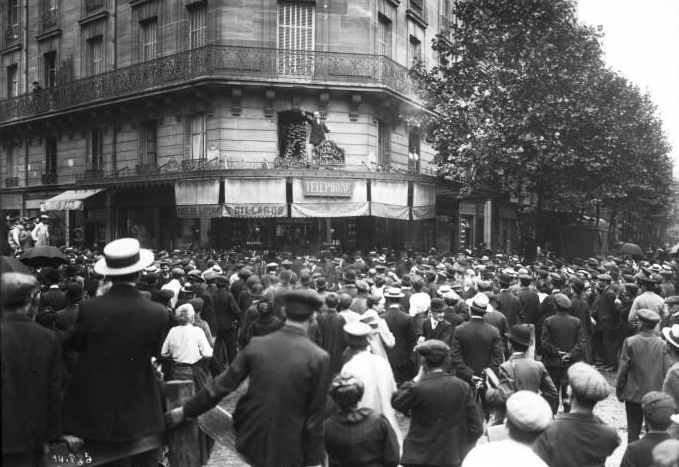
Inondation de 1910 : manifestations des inondés en 1910.

## Bâtiments remarquables et lieux de mémoire
- Le pont d'Austerlitz en son début.
- no 12, 14 et 16 : immeubles de 1902 (architecte Louis Delay).
- no 15 : immeuble de 1900 (architecte Charles Montalto[4]).
- Au no 33 se trouve le lycée technique Chennevière-Malézieux.
- Au no 40, les sculptures de la façade sont d'Émile Joseph Nestor Carlier (1849-1927).
- Au carrefour avec l'avenue Daumesnil, présence du pont de la Promenade plantée (ancien pont ferroviaire) franchissant l'avenue Ledru-Rollin.
- Au no 64, immeuble de 1891 (architecte P. Flanet).
- Au no 66, se trouve l'entrée principale de l'église Saint-Antoine-des-Quinze-Vingts.
- Au no 68, immeuble de 1899 (architecte Charles Montalto[4] ; entrepreneur J. Legrand).
- Au nos 81 et 83, immeuble de 1892 (architecte Augustin Latour[5]) : 
 Immeuble sur l'avenue de 5 étages carrés et un étage de comble, en pierre de taille ; immeubles sur cour de 4 étages carrés et un étage de comble avec atelier au rez-de-chaussée, en moellons de calcaire recouverts d'un enduit façon pierre avec brique rouge en remplissage[6].

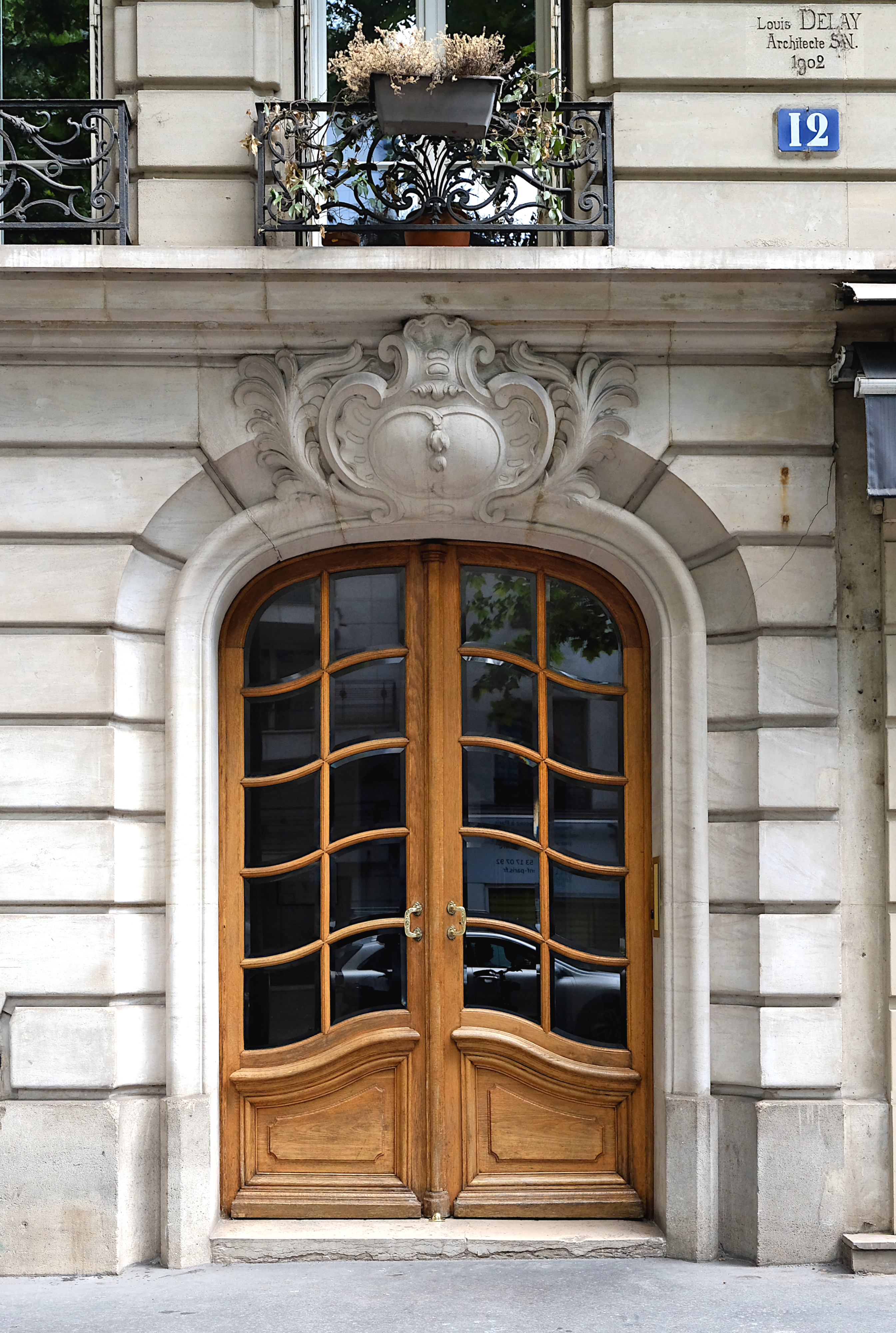
N°12.
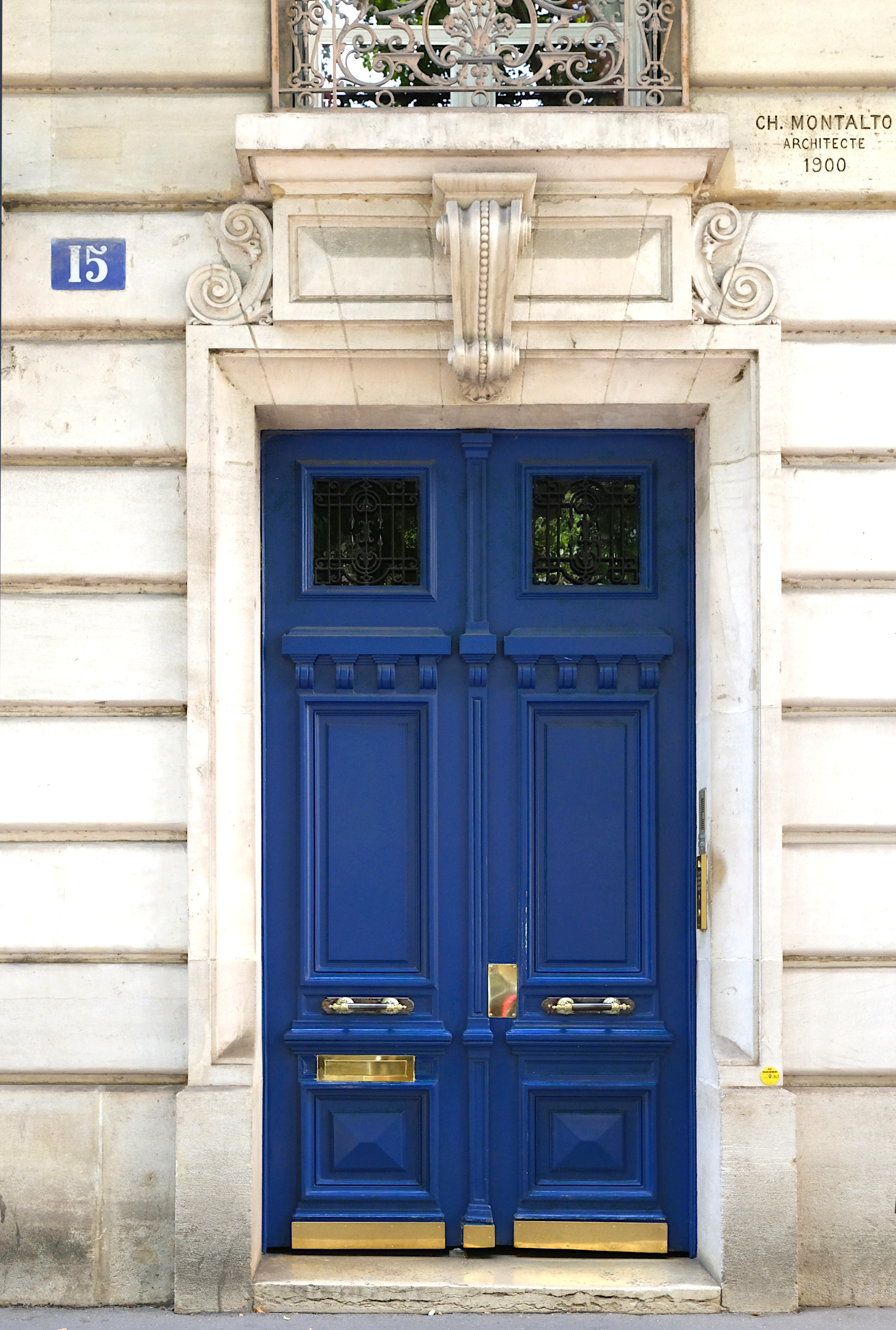
N°15.
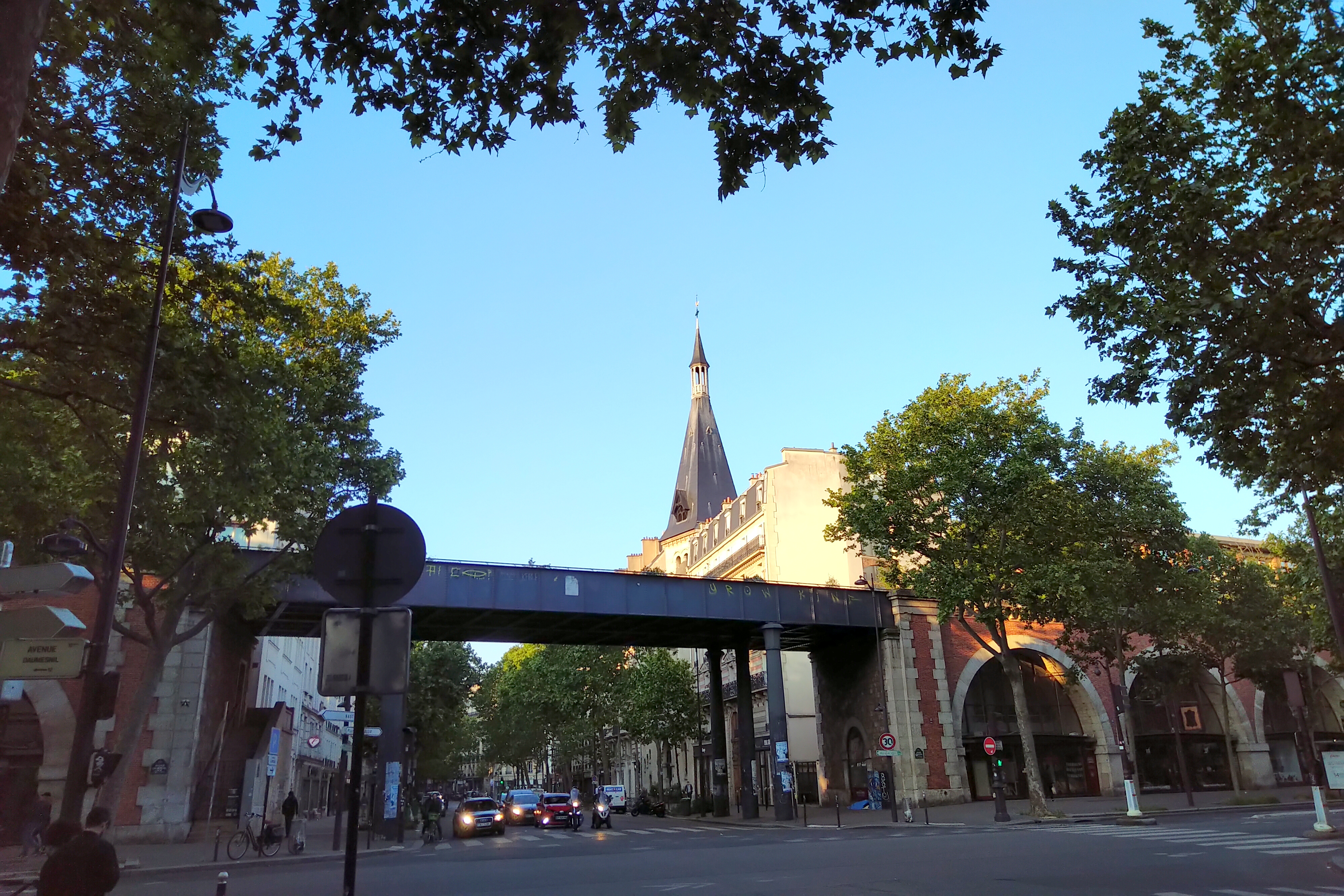
Avenue Ledru Rollin à l'angle de l'avenue Daumesnil, avec le pont de la Coulée Verte. Le clocher de l'église Saint Antoine est visible.
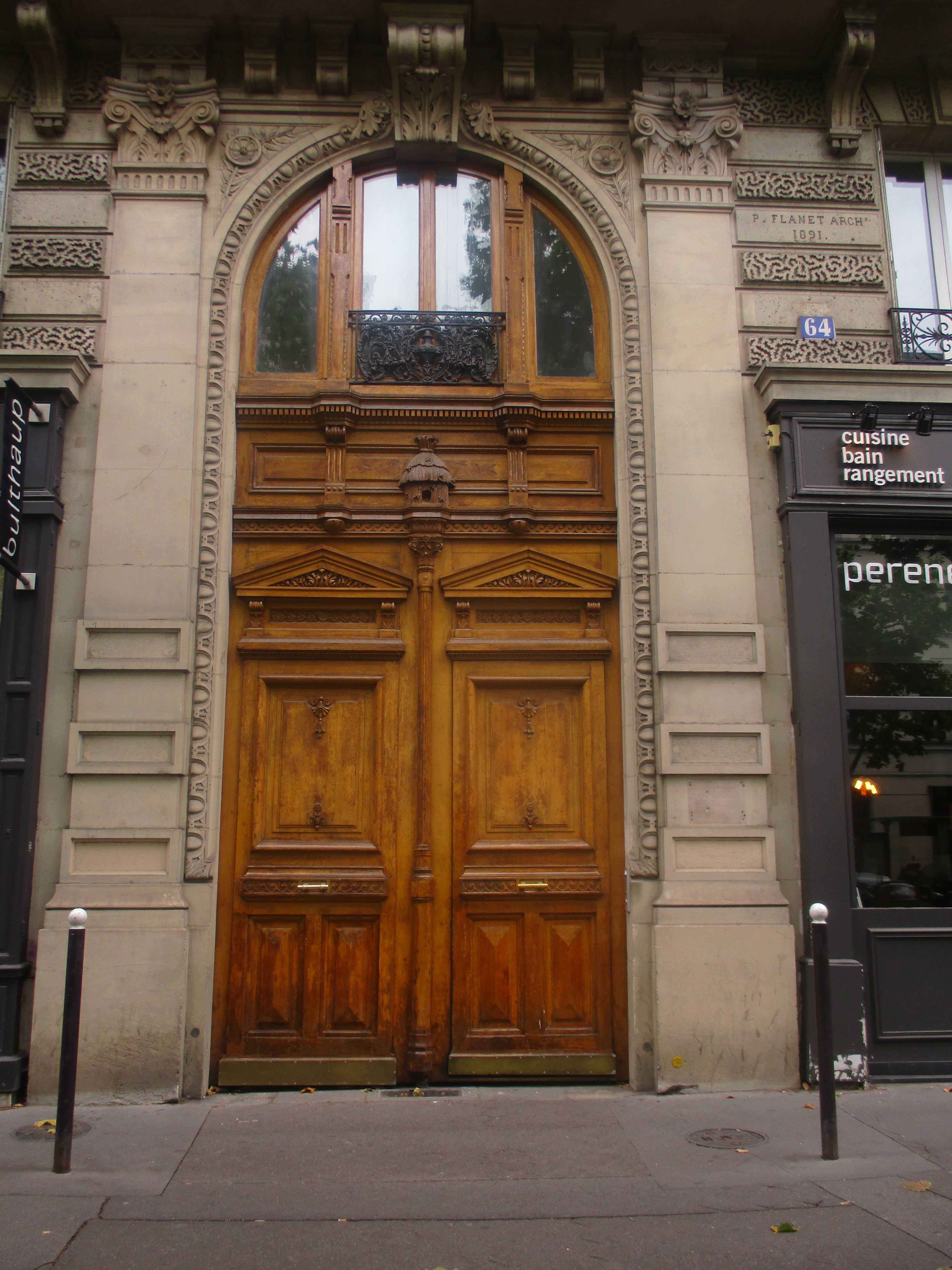
N°64.
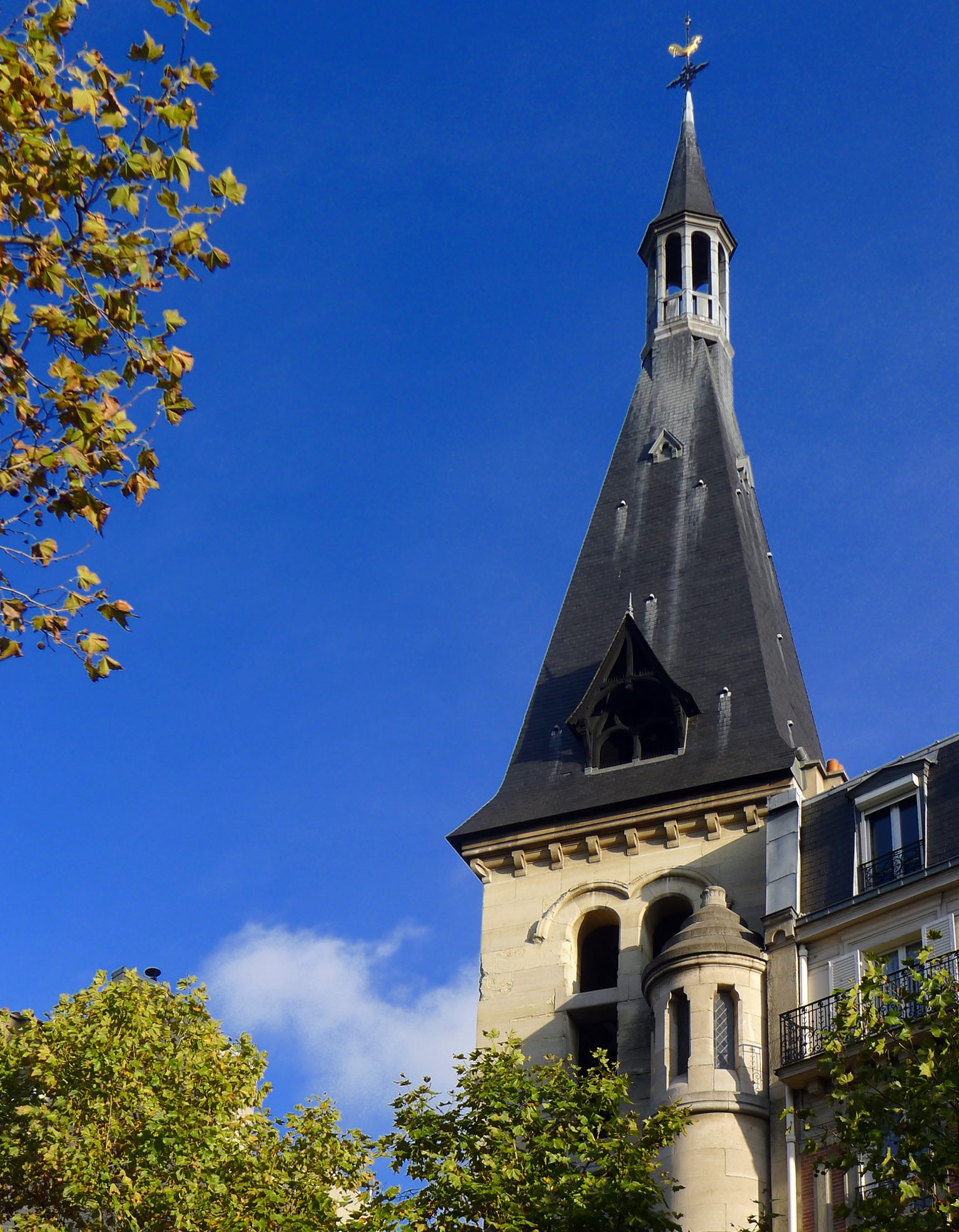
Clocher de l'église St-Antoine des Quinze-Vingts.
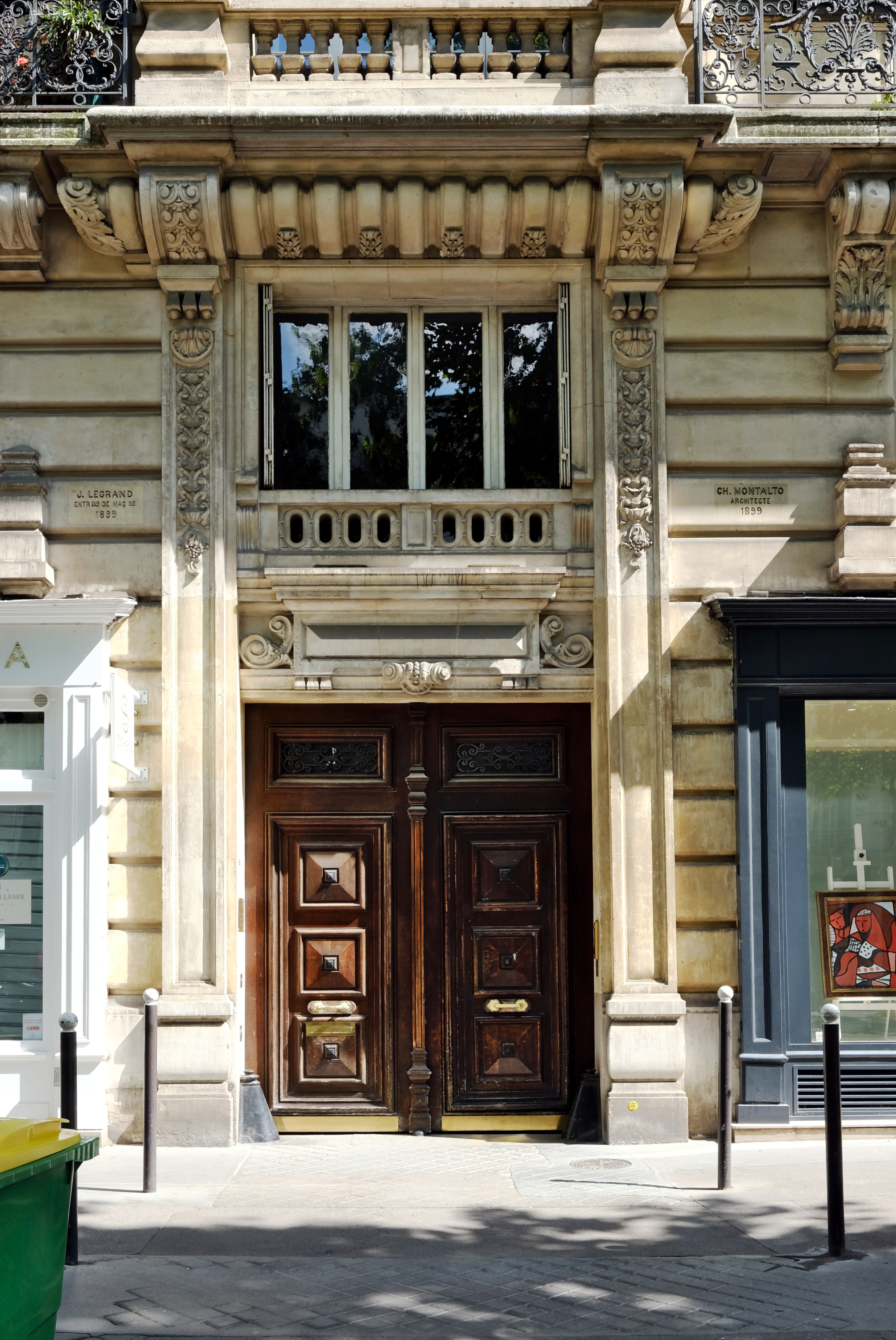
N°68.
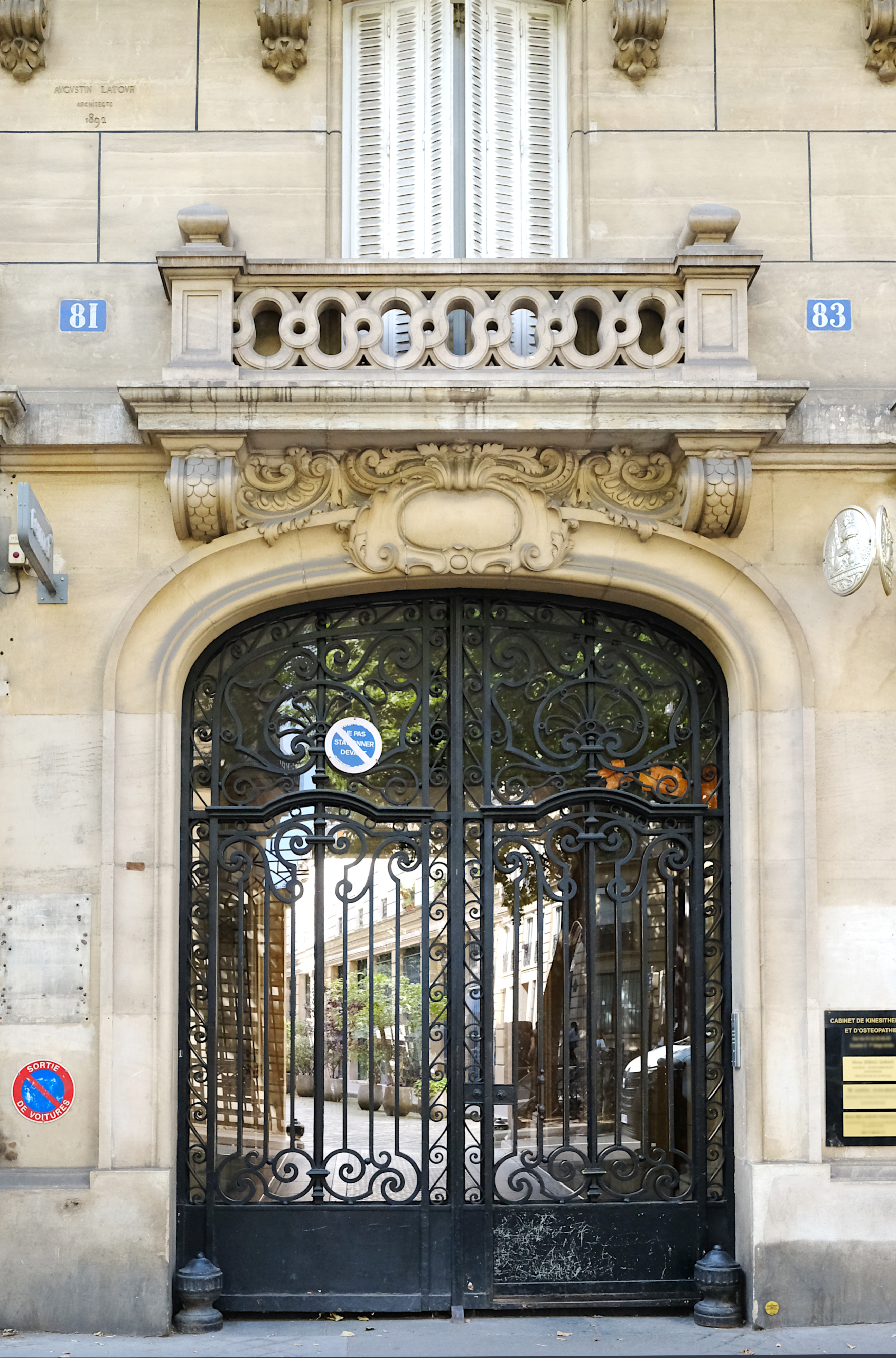
N°81 et 83.

- Angle no 113 avenue Ledru-Rollin et no 44 rue de Charonne : « immeuble plat » dû à la démolition de l'une de ses parties[7].
- Le Bistrot du peintre au no 116 est situé au rez-de-chaussée de l'immeuble construit par l'architecte Julien Galopin en 1902, à l'angle avec la rue de Charonne. Cet immeuble présente la caractéristique d'être extrêmement effilé à son extrémité et l'établissement lui-même existe déjà en 1905, sous l'enseigne originale À Jean Pierre, vins, liqueurs, bières, café, billard encore visible sous la verrière. Dénommé successivement Le Carrefour puis La Palette Bastille, il prend son nom actuel en 1997. Cette brasserie à l'ancienne possède une devanture formée de bois vernis faisant des arabesques et un décor intérieur de style Art nouveau en staff et céramique, dont deux portraits de femmes en céramique, provenant certainement de la faïencerie des Vogt, toute proche au passage Charles-Dallery. L'ensemble est inscrit aux monuments historiques en date du 23 mai 1984[8].

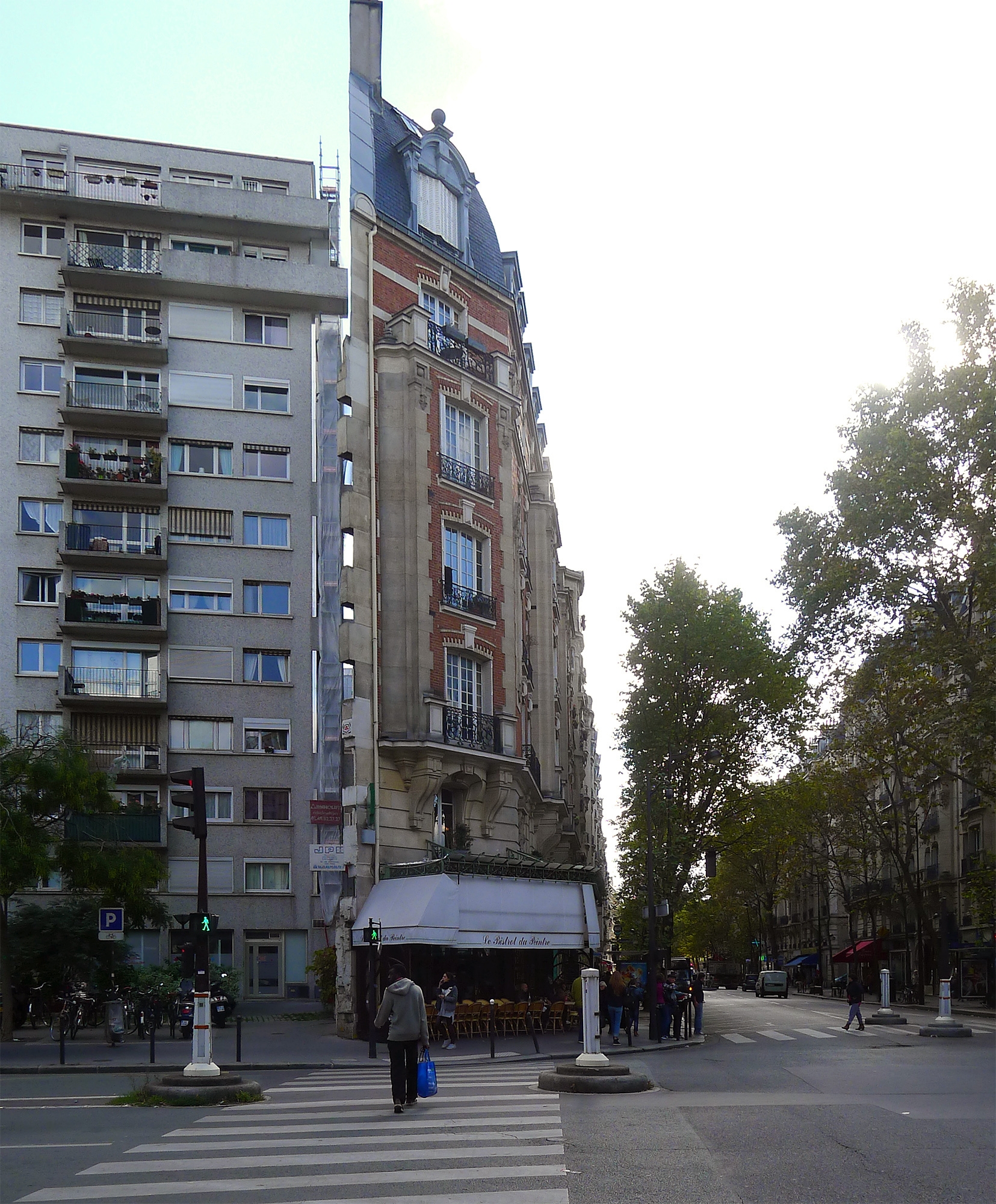
Immeuble du Bistrot du peintre.
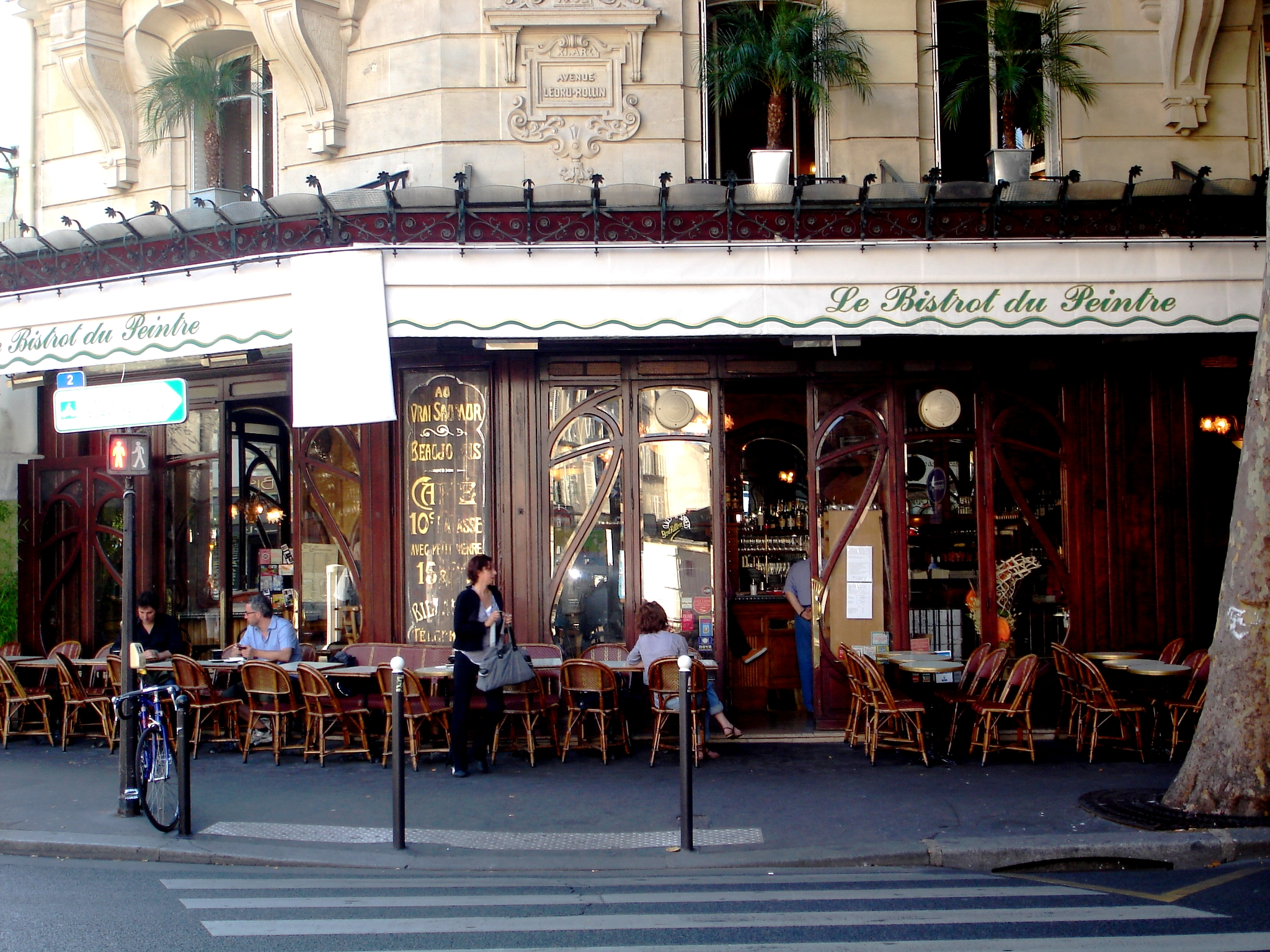
Vue générale de la brasserie.
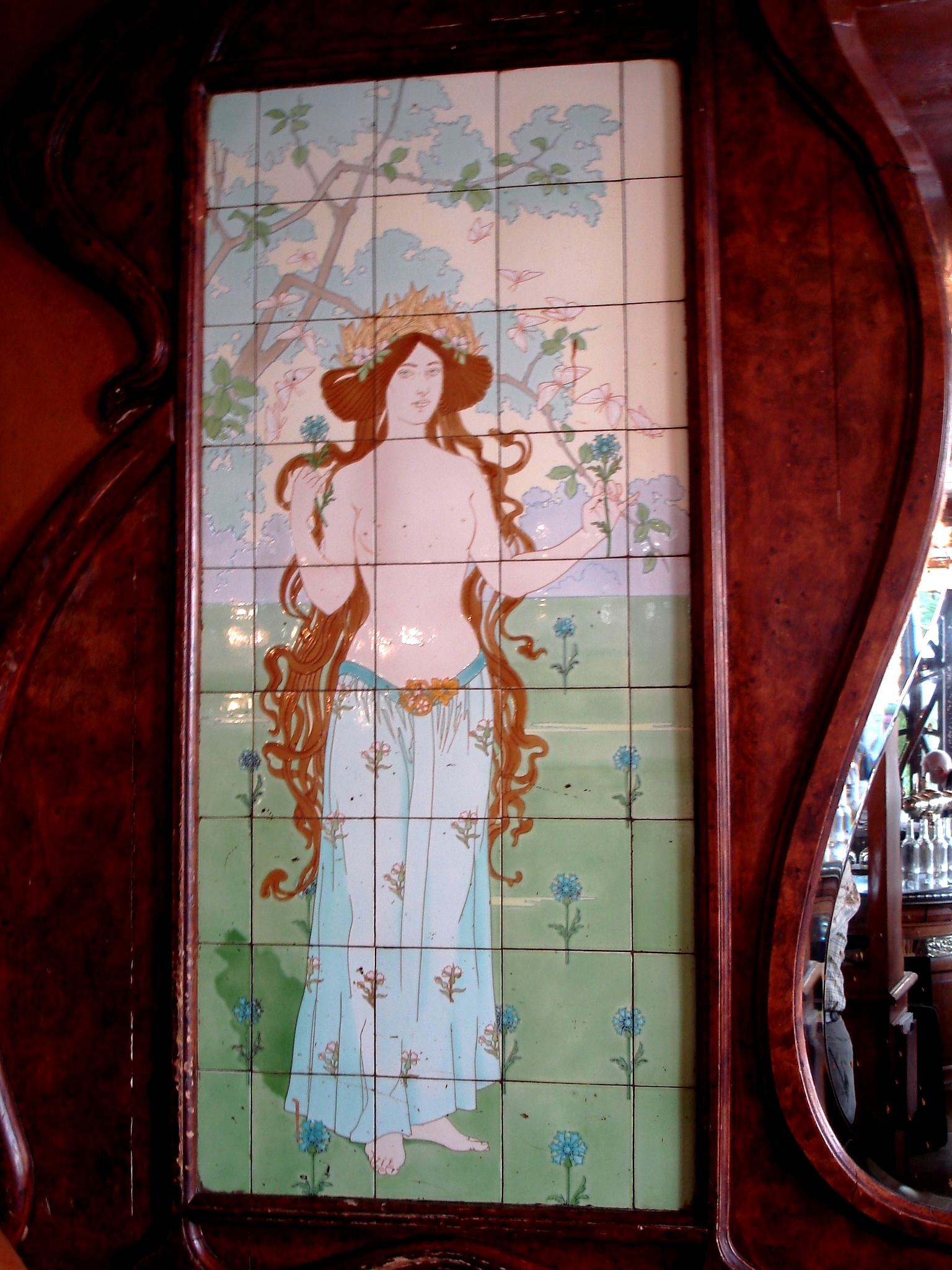
Mosaïque Art nouveau.
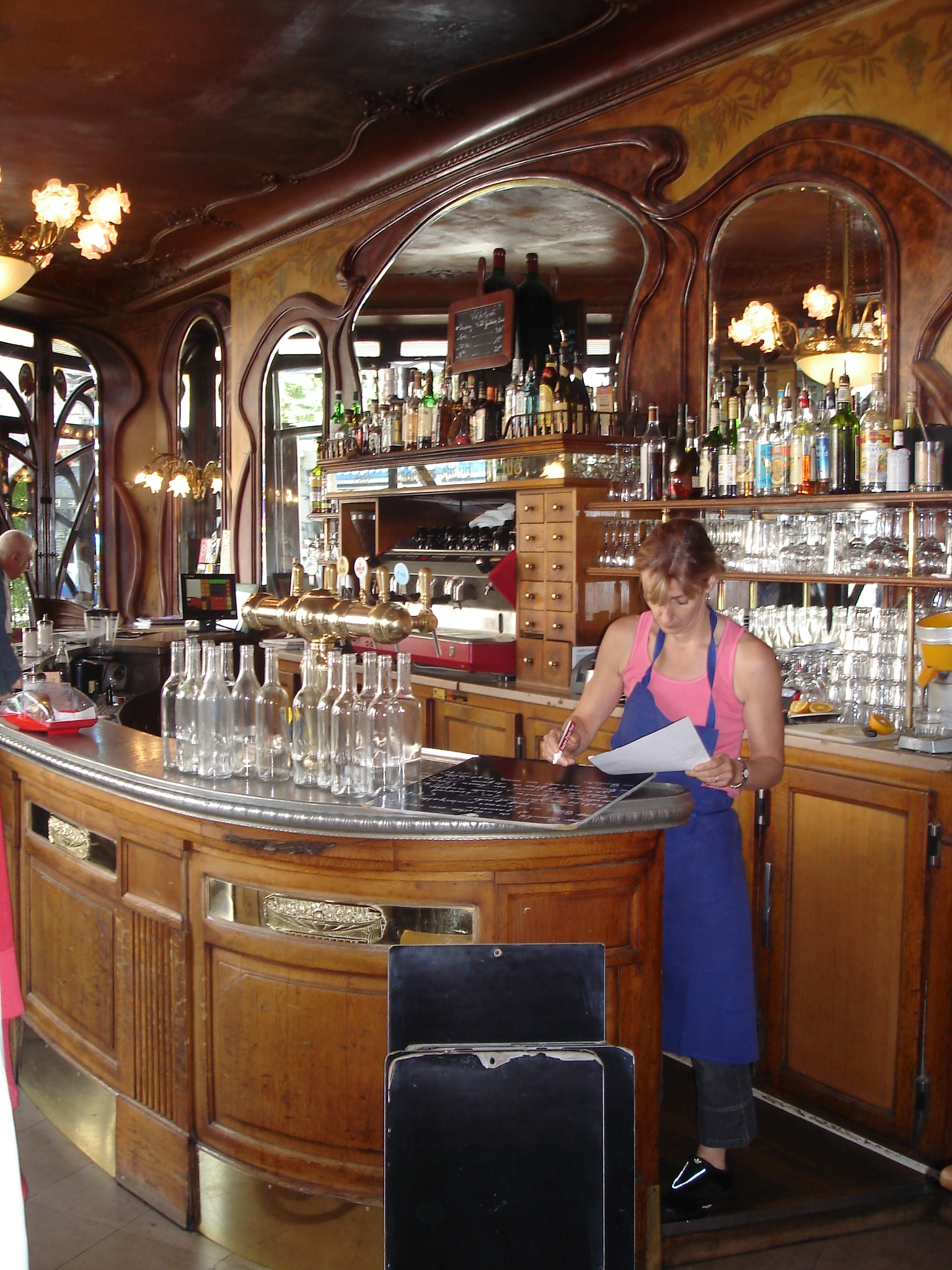
Brasserie Art nouveau.

- Au no 153, l'ancien temple protestant, construit en 1882 par W. Hansen, possède un avant-corps en légère saillie, surmonté d'un fronton sculpté représentant une Bible ouverte. Le bâtiment est inscrit sur la liste des protections patrimoniales du 11e arrondissement[9].
- Au no 160 se trouve la pâtisserie La Couronne du Roi, qui est spécialisée en cake design.

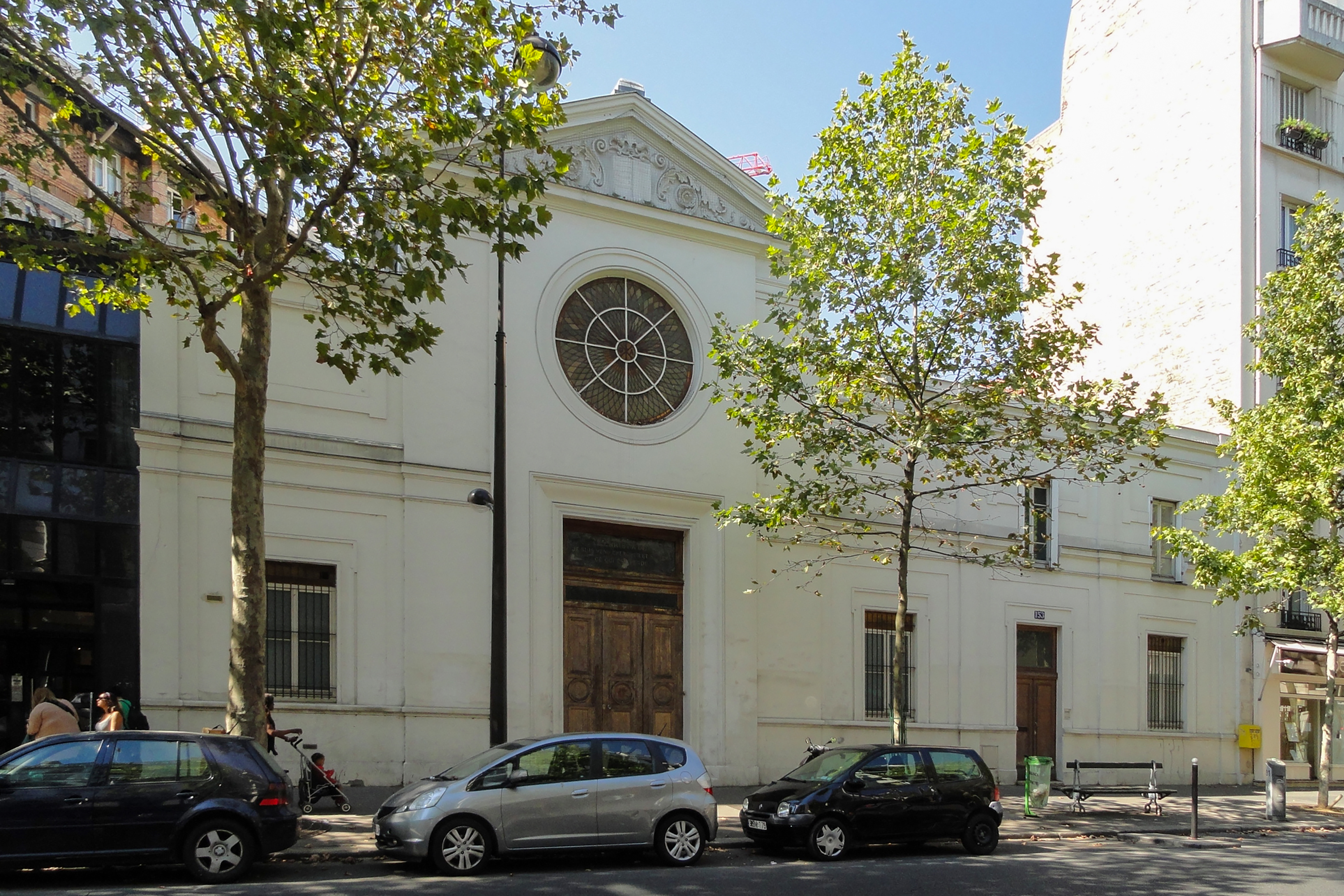
Vue d'ensemble de l'ancien temple protestant.
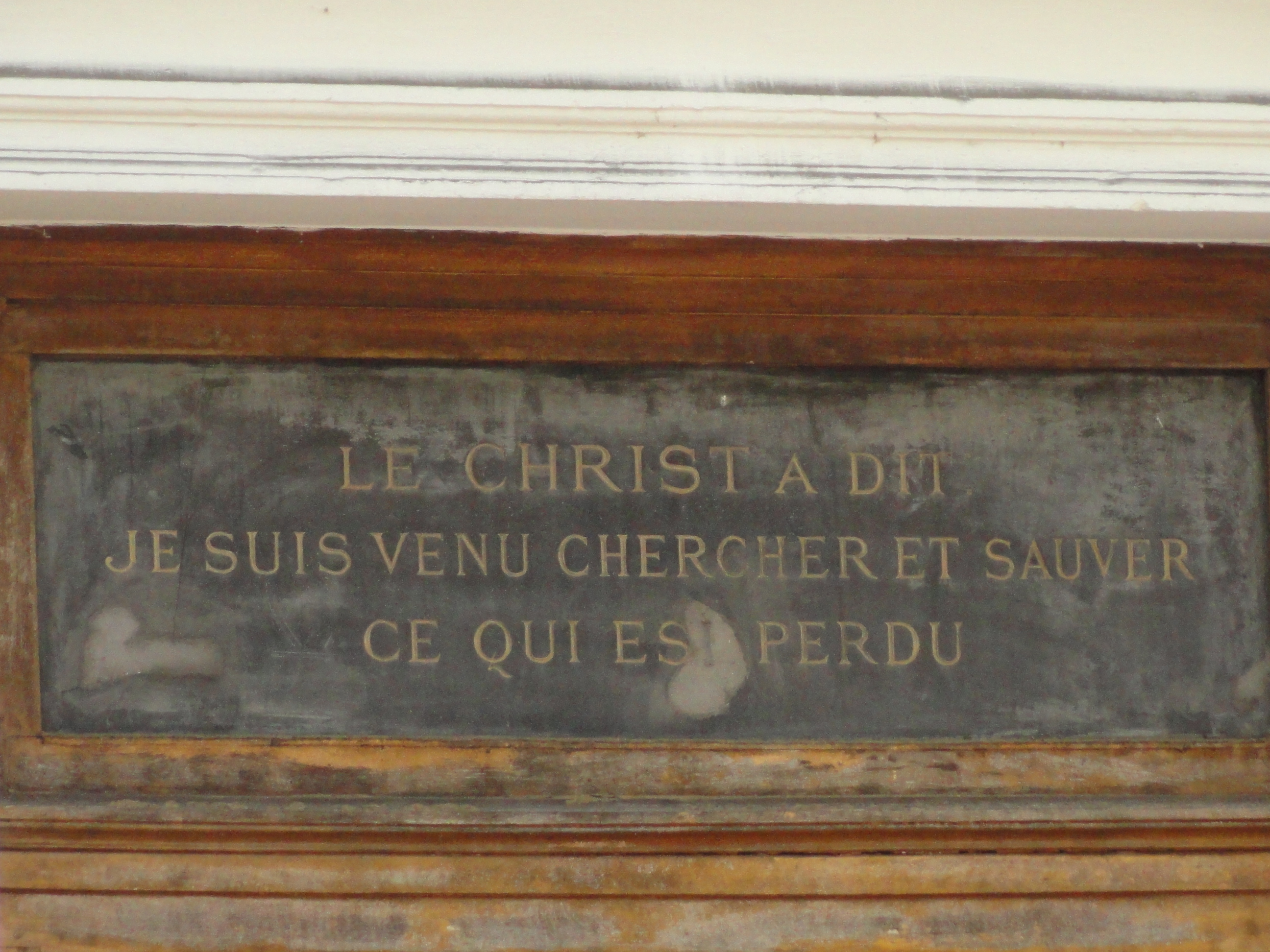
Inscription au-dessus de la porte.